# Sauga
Sauga (em estoniano:  Sauga vald) é um município rural estoniano localizado na região de Pärnumaa. Segundo censo de 2011, havia 1 332 habitantes.